# Il marchese di Ruvolito
Il marchese di Ruvolito è un film del 1939 diretto da Raffaello Matarazzo. il secondo che il regista romano realizzò con i fratelli De Filippo. Si tratta di una pellicola oggi considerata perduta.

## Trama
Napoli, primi anni del ‘900. Donna Placida Cimosata, arricchitasi con il suo negozio di salumi, ha una sola aspirazione: far sposare la figlia Immacolata con un nobile, per poter fregiare la famiglia di un titolo patrizio. Però Immacolata è innamorata di Adolfo, assieme al quale è cresciuta sin da piccola nel rione in cui i due giovani abitano. Ma donna Placida non intende desistere e chiede aiuto al Marchese di Ruvolito, suo vicino, di condizione nobiliare ma di scarse sostanze.
Costui le propone come genero il barone di Mezzomondello, nobile, ma ormai senza patrimonio. Il barone ed Immacolata vengono presentati durante una festa in cui si effettuano ascensioni in pallone dove, per far colpo sulla ragazza, il barone viene appunto fatto decollare, tra mille paure. Ma questo gesto non serve a catturare l'attenzione della giovane che, anzi, chiede al marchese di Ruvolito di aiutarla a sfuggire il destino che sua madre progetta per lei.
Quando infine emerge che Mezzomondello si fa mantenere da Lily, una soubrette sua amante, a sua volta mantenuta da un ricco ed anziano commendatore, anche Ruvolito si schiera dalla parte dei due giovani innamorati. Per mettere tutti d'accordo il marchese offre quindi al giovane Adolfo il proprio titolo nobiliare e così riuscirà sia a soddisfare le ambizioni di donna Placida che a rendere felice Immacolata.

## Realizzazione del film

Angelo Pelliccioni (Adolfo) ed Elli Parvo (Immacolata), i due "attori giovani" interpreti del film

Soggetto. Il marchese di Ruvolito era la trasposizione cinematografica di un'omonima opera teatrale di Nino Martoglio, definita una «commediola dialettale, una specie di favola napoletana, che fa parte di una serie di film di cui si è persa memoria e, nella maggior parte dei casi, anche la copia»,  che era stata portata sui palcoscenici, tra l'altro, da Angelo Musco. Al tempo della sua realizzazione, l'opera era presentata come parte di «una ricca vena di commedie d'ambiente di cui fu tanto prodigo il teatro dell'Italia meridionale, tra la fine del secolo scorso ('800 ndr) e l'inizio del corrente ('900 ndr) [con un] abbondante filone di romanzieri e commediografi, quali Verga, Capuana e Martoglio».
Produzione. La pellicola avrebbe dovuto essere prodotta dalla "Defilm" una società fondata dai De Filippo, ma questa ipotesi decadde e subentrò l'Irpinia Film, che realizzò questo che restò il suo unico film negli stabilimenti di Cinecittà tra la fine del 1938 e l'inizio dell'anno successivo. Il film uscì poi nelle sale nei primi mesi del 1939, in periodi diversi a seconda della città: dopo una "prima" a Roma del 20 febbraio 1939, esso circolò poi a marzo a Torino e ad aprile a Milano ed a Roma, dove fu visibile sino a giugno.
Interpreti. Attorno ai de Filippo è presente una nutrita schiera di sicuri caratteristi, molti dei quali, come Virgilio Riento, Tina Pica, Turi Pandolfini e Dina Perbellini, proseguiranno poi la loro attività anche per molti anni nel dopoguerra.
Contributi tecnici. Nel cast tecnico da segnalare l'apporto dello scenografo Virgilio Marchi, considerato «uno dei protagonisti della rinascita della cinematografia nazionale [ed] uno degli scenografi più apprezzati negli ambienti in cui vengono programmati i maggiori sforzi produttivi del cinema italiano». Questa pellicola costituì anche l'unica collaborazione tra Matarazzo ed il costumista Gino Carlo Sensani, che in questa occasione ebbe come collaboratrice Maria de Matteis. Per realizzare la scena dell'ascensione in pallone dei De Filippo furono chiamati 20 militari del VIIIº reggimento del Genio, vestiti con costumi d'epoca, incaricati di governare l'aerostato nella difficile scena ripresa del basso.
Ma anche Matarazzo ebbe parole di grande apprezzamento per i De Filippo, e soprattutto per Peppino, che egli espresse molti anni dopo in un'intervista (una delle rare uscite pubbliche del regista, persona timida e schiva) che egli rilasciò nel 1964, due anni prima della morte, al critico francese Bernard Eisenschitz, dichiarò che «oggi a teatro solo Peppino è in grado di ricreare quell'atmosfera di improvvisazione della commedia dell'arte».

## Accoglienza
Il marchese di Ruvolito è il secondo dei tre film, tutti degli anni trenta e quaranta, in cui Matarazzo diresse i De Filippo. Tuttavia fu soltanto Peppino l'unico dei fratelli che li interpretò tutti e tre, ed egli rievocò molto positivamente la collaborazione con il regista romano: «dopo Matarazzo - dichiarò - non abbiamo più trovato un regista in grado di valorizzare la nostra coppia, per una ragione molto importante, perché non eravamo adatti allo schermo».

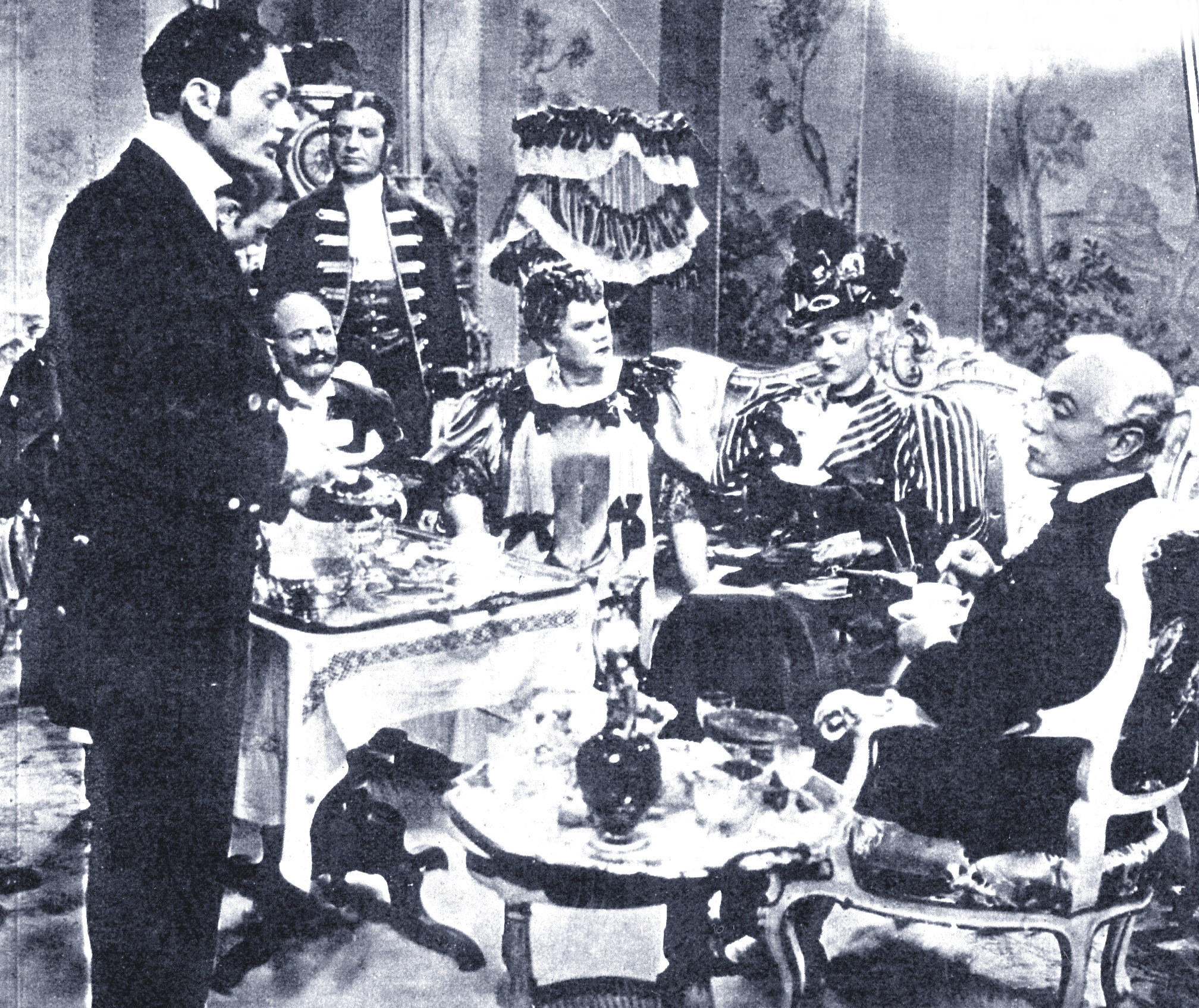
Una scena con (da sinistra) Eduardo Passarelli, Turi Pandolfini (seduto), Rosina Anselmi, Dina Perbellini ed Eduardo De Filippo

Il film ricevette nei commenti del tempo giudizi contrastanti. Tra gli elogi vi furono la recensione del Popolo d'Italia che scrisse di «diletto dello spettatore del cinema, perché una sceneggiatura brillantemente indovinata, un dialogo sovente ameno e una regia quasi sempre gustosa hanno contribuito non poco a farne uno spettacolo cinematografico assai piacevole». e quella de La Tribuna che definì il film «un grazioso e divertente spettacolo a cui si è lavorato con impegno, metodo e serietà, sceneggiatura brillante ed accurata, regia attenta ed omogenea, dialogo arguto e ricostruzione ambientale felice e saporosa». Favorevole anche il Corriere della Sera: «è un grazioso film italiano a cui deve essere riconosciuta subito una dote non proprio frequente nella nostra produzione; la dote dell'omogeneità. Omogeneità nella sceneggiatura che arrotonda garbatamente, senza strafare, l'intreccio di Martoglio. Omogeneità nella regia che conduce da cima a fondo il raccontino con uguale lepidezza e uguale sapore, con caricatura temperata di bonarietà dialettale. Omogeneità nella interpretazione per cui i personaggi, tenuti tutti sullo stesso tono macchiettistico, riescono spontaneamente affiatati.(…) Matarazzo si conquista con questo film i galloni». 
Ancora positivo fu il commento di Film secondo cui l'opera «segue le più sane tradizioni della nostra commedia popolare; la comicità, facile e bonaria, del soggetto e degli interpreti, è stata discretamente diretta dal regista Matarazzo», mentre più critica fu l'opinione de L'Illustrazione italiana: «Vorremmo suonare le campane a festa (...), ma purtroppo non ci basta l'animo di salutare con un augurale scampanio questo prodotto del nostro cinema. Che, se mostra diligenza e buona volontà, non ha nessuna di quelle qualità attraverso cui si riconosce un'opera perfettamente compiuta. Ad ogni modo Il marchese di Ruvolito riesce a salvarsi per una certa grazia narrativa ed aneddotica che lo sostiene da cima e fondo e gli interpreti, primi tra tutti i fratelli De Filippo, meritano dopo tutto un piccolo applauso».
La pellicola fu invece ironicamente stroncata da Ennio Flaiano, a quel tempo critico cinematografico del neonato settimanale Oggi, che, dopo aver rammentato l'origine teatrale del soggetto, scrisse: «Trasportate sullo schermo queste commedie vengono a mancare dell'unico pregio che potrebbe giustificarle, cioè il pretesto di una vivace recitazione, e son prive di ogni logica e profuse soltanto di intenzioni grossolane contrastanti sia col gusto che con la più modesta decenza artistica. (...) Ecco dunque ancora una volta baffi, cappelli duri, chanteuses, tabarini retrospettivi e sentimenti d'un tempo, visti attraverso la particolare ironia di certi sceneggiatori. Ora questi classici espedienti possono anche , per quanto ogni giorno diventi più difficile, procurare un innocente passatempo, ma falliscono lo scopo se infiorati di trivialità che credevamo appannaggio dei più sciocchi macchiettisti».
Nonostante i pareri non unanimi sul film, tutti comunque lodarono l'interpretazione dei De Filippo, come la rivista Cinema che mise più in evidenza l'aspetto recitativo: «Su certi comici stranieri come i Marx, per esempio, (…) i De Filippo hanno il vantaggio d'un'ispirazione improvvisa, che tuttavia sorge sopra il fondo insieme sentimentale e ironico di una antica tradizione teatrale (…) la commedia dell'arte o il teatro dei pupi presenti (…) affiorano nell'umorismo dei De Filippo, come ricordi di una famiglia ricca di eventi e di gloriosi antenati(…). Ora dovremmo parlare del film. Ma, benché il marchese di Ruvolito sia una piacevole favola diretta con un garbo che non manca di intelligenza, il suo più vivo interesse si sposta tuttavia nelle persone degli interpreti».
Successivamente, i giudizi di quanti retrospettivamente presero in esame, in vario modo, la filmografia di Matarazzo confermarono, sia per la natura dell'opera che per la sua irreperibilità, i commenti del tempo. Secondo Prudenzi il marchese di Ruvolito «propone l'atmosfera farsesca di Sono stato io!, tipico spaccato della borghesia meridionale; ricalca uno schema in voga nelle farse dell'epoca ed i De Filippo tornano a muoversi in situazioni a loro congeniali».